# Pacification de la Libye
Conflit de l'entre-deux-guerres
La pacification de la Libye, également appelée la seconde guerre Italo-Sanoussi, est un conflit s'étant déroulé pendant la colonisation italienne de la Libye qui a opposé les forces militaires italiennes (composées principalement de troupes coloniales de Libye, d'Érythrée et de Somalie) aux indigènes rebelles associés à l'Ordre Senussi. S'étalant de 1923 à 1932,,, le conflit s'achève lorsque le principal chef Sanoussi, Omar al-Mokhtar, est capturé et exécuté.
Les combats ont eu lieu dans les trois provinces libyennes (Tripolitaine, Fezzan et Cyrénaïque), mais ont été plus intenses et prolongés dans la région montagneuse du Jebel Akhdar en Cyrénaïque. La guerre a entraîné la mort massive des peuples indigènes de Cyrénaïque, totalisant un quart des 225 000 habitants de la région. Les crimes de guerre italiens comprenaient l'utilisation d'armes chimiques, l'exécution de combattants s'étant rendus et le massacre de civils, tandis que les Sanoussis étaient accusés de torture et de mutilation d'Italiens capturés, tristement célèbres pour ne faire aucun prisonnier depuis la fin des années 1910,,. Les autorités italiennes ont expulsé de force 100 000 Bédouins de Cyrénaïque, soit la moitié de la population de la Cyrénaïque, de leurs colonies, dont beaucoup ont ensuite été confiées à des colons italiens,.